# Prefettura di Télimélé
Télimélé è una prefettura della Guinea nella regione di Kindia, con capoluogo Télimélé.
La prefettura è divisa in 14 sottoprefetture:
- Bourouwal
- Daramagnaky
- Gougoudjé
- Koba
- Kollet
- Konsotamy
- Missira
- Santou
- Sarékaly
- Sinta
- Sogolon
- Tarihoye
- Télimélé
- Thionthian